# 영덕버스
영덕버스(盈德―)은 경상북도 영덕군의 농어촌버스 회사이다.

## 연혁
- 1986년 2월 15일: 한일여객자동차(현 금아여행)에서 영덕군내버스를 분리 독립하여 설립하였다.

## 운행 노선

### 농어촌버스
| 기·종점   | 행선지                                               |
| --------- | ---------------------------------------------------- |
| 영덕 기점 | 진보, 산촌, 옥계, 봉산, 강구, 장사, 축산, 영해, 오보 |

## 보유 차량
뉴 카운티와 그린시티, 일렉시티 타운으로 운행한다.